# Paget Parish

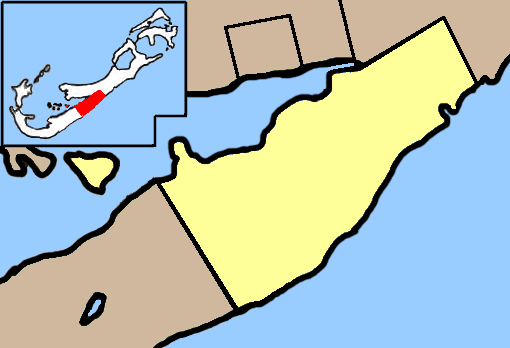
Lage des Paget Parish innerhalb der Bermudas

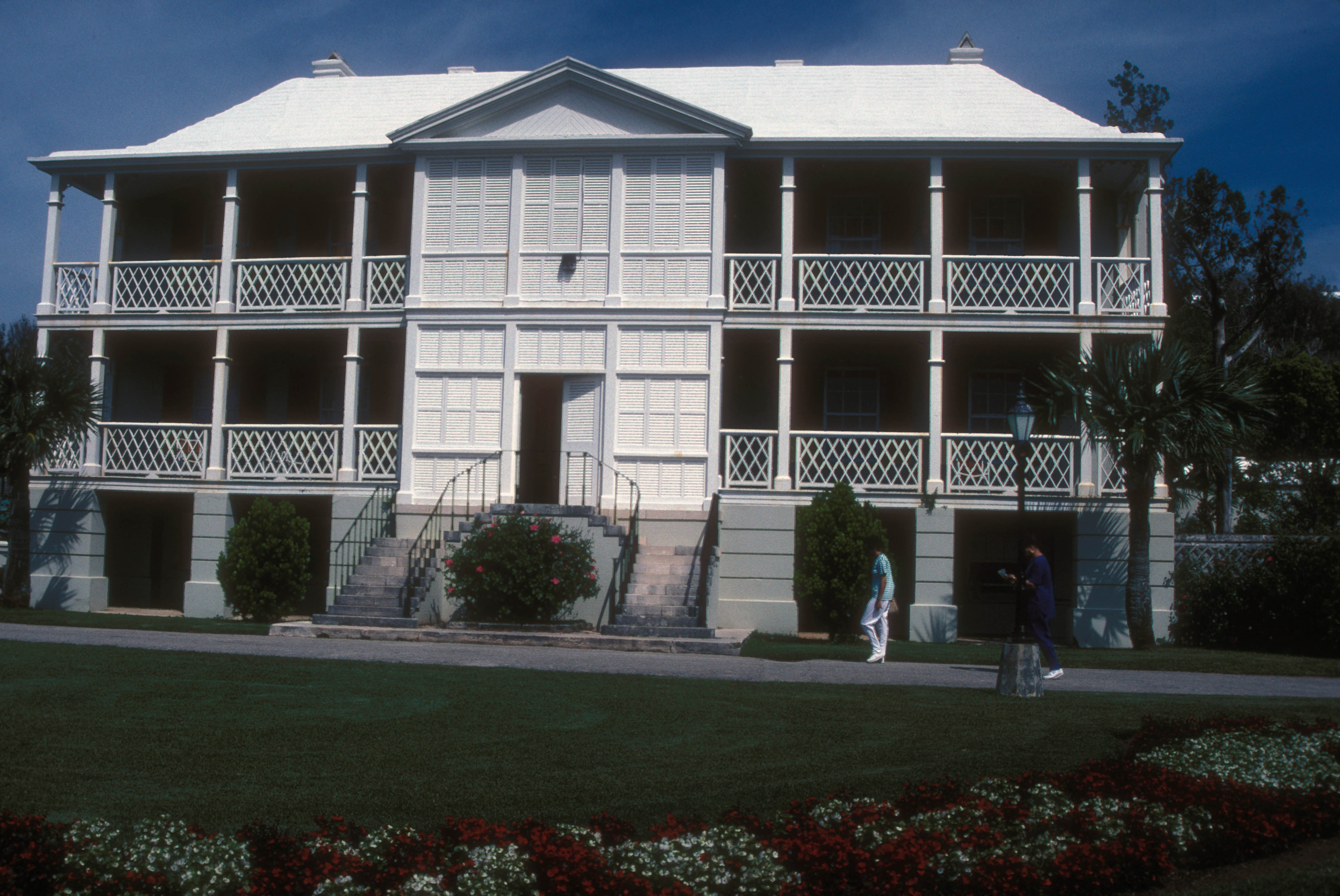
Camden, die offizielle Residenz des Ministerpräsidenten von Bermuda, befindet sich im Paget Parish.

Paget Parish bezeichnet ein 5,3 km² großes Verwaltungsgebiet von Bermuda mit 5899 Einwohnern (2016).
Der in deutschsprachigen Staaten mit einem Landkreis vergleichbare Parish liegt in der Mitte der bermudischen Hauptinsel Grand Bermuda südlich der Hauptstadt Hamilton. Zum Verwaltungsbezirk zählen einige der Nordküste vorgelagerte Inseln im Hamilton Harbour, einer Seitenbucht im Great Sound. Paget Parish grenzt südwestlich an den Warwick Parish, nordöstlich an den Devonshire Parish.
Das Verwaltungsgebiet ist nach dem englischen Aristokraten William Paget, 4. Baron Paget de Beaudesert (1572–1629) benannt.